# Lazarica (miasto Kruševac)
Lazarica (cyr. Лазарица) – wieś w Serbii, w okręgu rasińskim, w mieście Kruševac. W 2011 roku liczyła 1905 mieszkańców.